# Riserva
In der italienischen DOC-Regelung bezeichnet der Zusatz Riserva einen Wein, der eine längere Alterung erfahren hat als derselbe Wein ohne den Zusatz. Meist werden auch Vorgaben zur Lagerung (z. B. eine bestimmte Zeit im Holzfass, anschließend Lagerung auf der Flasche) gemacht. Die genauen Bestimmungen unterscheiden sich teilweise deutlich von Gebiet zu Gebiet.

## Regulierungen in den DOCG

### DOCG Barolo
Gemäß Art. 4 in der einschlägigen Verordnung gelten folgende Bestimmungen:

#### Ertragsregulierung
| Bezeichnung                                                                | Maximalertrag | Minimaler Alkoholgehalt |
| -------------------------------------------------------------------------- | ------------- | ----------------------- |
| „Barolo“                                                                   | 8 t/ha        | 12,5 % vol.             |
| „Barolo“ riserva                                                           | 8 t/ha        | 12,5 % vol.             |
| Mit zusätzlicher geographischer Bezeichnung                                |               |                         |
| „Barolo“                                                                   | 8 t/ha        | 12,5 % vol.j            |
| „Barolo“ riserva                                                           | 8 t/ha        | 12,5 % vol.             |
| Mit zusätzlicher geographischer Bezeichnung und Lagenbezeichnung („vigna“) |               |                         |
| „Barolo“                                                                   | 7,2 t/ha      | 13 % vol.               |
| „Barolo“ riserva                                                           | 7,2 t/ha      | 13 % vol.               |

Darüber hinaus gelten für die Weine mit geografischer Zusatz- und Lagenbezeichnung strengere Ertragslimiten für Weinberge, die jünger als 7 Jahre sind.

#### Regulierungen betreffend die Vinifikation
Neben der Ertragsbeschränkung wird auch die Ausbeute der Trauben geregelt. So gilt für beide Qualitätsstufen eine Ausbeute von 70 %, d. h. bei 8 t/ha Ertrag darf die Maximalausbeute höchstens 56 hl/ha betragen. Nach der vorgeschriebenen Alterung (s. dort) darf die Ausbeute noch 68 % oder 54,4 hl/ha betragen. Da dies Maximalausbeuten sind, werden sie von den Weinen mit zusätzlicher geographischer Bezeichnung ohnehin erfüllt. Sollten diese Werte überschritten werden, aber nicht mehr als 75 % betragen, so darf der Wein nicht als Barolo DOCG verkauft werden und muss folglich in die entsprechende DOC abklassiert werden. Über 75 % Ausbeute darf keine Klassifikation mehr verwendet werden.

#### Obligatorische Alterung
| Bezeichnung      | Minimale Lagerung | davon in Holz |
| ---------------- | ----------------- | ------------- |
| „Barolo“         | 38 Monate         | 18 Monate     |
| „Barolo“ riserva | 62 Monate         | 18 Monate     |

Die Inverkaufssetzung darf bei Barolo frühestens am 1. Januar des vierten Jahres nach der Ernte, bei Barolo riserva am 1. Januar des sechsten Jahres nach der Ernte erfolgen. Dabei ist für alle Weine ein minimaler Alkoholgehalt von 13 % vol., ein minimaler Säuregehalt von 4,5 g/l und ein minimaler Extrakt von 22 g/l vorgeschrieben.

### DOCG Barbaresco
Die Verordnung regelt die Bestimmungen für die DOCG Barbaresco.

#### Ertragsregulierung
| Bezeichnung                                                                | Maximalertrag | Minimaler Alkoholgehalt |
| -------------------------------------------------------------------------- | ------------- | ----------------------- |
| „Barbaresco“                                                               | 8 t/ha        | 12 % vol.               |
| „Barbaresco“ riserva                                                       | 8 t/ha        | 12 % vol.               |
| Mit zusätzlicher geographischer Bezeichnung                                |               |                         |
| „Barbaresco“                                                               | 8 t/ha        | 12 % vol.               |
| „Barbaresco“ riserva                                                       | 8 t/ha        | 12 % vol.               |
| Mit zusätzlicher geographischer Bezeichnung und Lagenbezeichnung („vigna“) |               |                         |
| „Barbaresco“                                                               | 7,2 t/ha      | 12,5 % vol.             |
| „Barbaresco“ riserva                                                       | 7,2 t/ha      | 12,5 % vol.             |

Darüber hinaus gelten für die Weine mit geografischer Zusatz- und Lagenbezeichnung strengere Ertragslimiten für Weinberge, die jünger als 7 Jahre sind.

#### Regulierungen betreffend die Vinifikation
Neben der Ertragsbeschränkung wird auch die Ausbeute der Trauben geregelt. So gilt für beide Qualitätsstufen eine Ausbeute von 70 %, d. h. bei 8 t/ha Ertrag darf die Maximalausbeute höchstens 56 hl/ha betragen. Nach der vorgeschriebenen Alterung (s. dort) darf die Ausbeute noch 68 % oder 54,4 hl/ha betragen. Da dies Maximalausbeuten sind, werden sie von den Weinen mit zusätzlicher geographischer Bezeichnung ohnehin erfüllt. Sollten diese Werte überschritten werden, aber nicht mehr als 75 % betragen, so darf der Wein nicht als Barbaresco DOCG verkauft werden und muss folglich in die entsprechende DOC abklassiert werden. Über 75 % Ausbeute darf keine Klassifikation mehr verwendet werden.

#### Obligatorische Alterung
| Bezeichnung          | Minimale Lagerung | davon in Holz |
| -------------------- | ----------------- | ------------- |
| „Barbaresco“         | 26 Monate         | 9 Monate      |
| „Barbaresco“ riserva | 50 Monate         | 9 Monate      |

Die Inverkaufssetzung darf bei Barbaresco frühestens am 1. Januar des dritten Jahres nach der Ernte, bei Barbaresco riserva am 1. Januar des fünften Jahres nach der Ernte erfolgen. Dabei ist für alle Weine ein minimaler Alkoholgehalt von 12,5 % vol., ein minimaler Säuregehalt von 4,5 g/l und ein minimaler Extrakt von 22 g/l vorgeschrieben.